# خوليو سيزار مورينو ريفيرا
خوليو سيزار مورينو ريفيرا (بالإسبانية: Julio César Moreno Rivera)‏ هو سياسي مكسيكي، ولد في 2 فبراير 1972 في مدينة مكسيكو في المكسيك. حزبياً، نشط في حزب الثورة الديمقراطية. وقد انتخب عضو مجلس النواب المكسيك.